# Свети Георги (Топалово)
„Свети Георги“ (на гръцки: Ιερός Ναός Αγίου Γεωργίου) е православна църква в сярското село Топалово (Тиролои), Егейска Македония, Гърция, енорийски храм на Сярската и Нигритска епархия на Вселенската патриаршия.

## История
Църквата е построена в 1947 година. Осветена е в 1984 година от митрополит Максим Серски и Нигритски. В архитектурно отношение е кръстовиден храм без купол.